# Mario Mazza
Mario Mazza (Genova, 7 giugno 1882 – Verona, 22 novembre 1959) è stato un educatore italiano.
Fu uno dei fondatori dell'Associazione Scautistica Cattolica Italiana (ASCI) nel 1916, in seguito rinominata "Associazione Scouts Cattolici Italiani".

## Biografia

### Prima dello Scautismo
Nel 1905 come direttore di scuola e pedagogista fonda a Genova l'associazione Juventus Juvat, nota anche come le Gioiose. Con la collaborazione di don Capanera, si propone di offrire alla gioventù genovese un ambiente sano di crescita e di formazione, sia in senso professionale che spirituale.

### L'esperienza con i Ragazzi Esploratori Italiani
Nel 1910 viene a conoscenza della nascita del primo gruppo di Scout in Italia, a Bagni di Lucca. Contatta il loro fondatore, Sir Francis Vane, il quale gli consiglia di mettersi in contatto con sir James Spensley, medico inglese che aveva fondato a Genova la prima squadra di calcio in Italia, ed aveva molto a cuore l'educazione dei giovani.
Mazza e Spensley invitano Vane a Genova per una conferenza il 13 novembre 1910. In seguito a questa conferenza, due giorni dopo, Mazza e Spensley costituiscono la sezione genovese dei Ragazzi Esploratori Italiani (REI).
Come presidente viene nominato il conte Ottavio Reghini, mentre Mazza è eletto Segretario di Sezione. Spensley diviene Commissario Delegato per la Liguria. Le gioiose confluiscono così nel REI.
Già verso la fine del 1911 sorgono contrasti fra il Mazza ed il Reghini. Mazza esce dal REI e con il contributo della Curia Arcivescovile di Genova, le Gioiose vengono fondate nuovamente, ma in chiave scout. La cerimonia si svolse nel Chiostro Millenario delle Vigne.
Anche Spensley esce dal REI con un gruppo di esploratori che, in alcune occasioni, faranno attività assieme alle Gioiose.

#### Nascita del CNGEI e dell'ASCI
Nel 1912 il prof. Carlo Colombo fonda a Roma il Corpo Nazionale Giovani Esploratori Italiani (CNGEI). Molti dei gruppi del REI confluiscono nella nuova associazione, mentre Mario Mazza rimane ad attendere gli sviluppi, ed ottiene un riconoscimento dalle autorità ecclesiastiche genovesi, tanto che nel 1915 le Gioiose confluiscono nei Ragazzi esploratori cattolici italiani (RECI), associazione fondata dallo stesso Mazza. A questa associazione è da attribuire la primogenitura dello Scautismo Cattolico Italiano.
Fino a questo punto la Chiesa cattolica aveva guardato con sospetto allo scautismo. Ma a metà degli anni dieci il clima inizia a mutare, e si studia la possibilità di avere all'interno del CNGEI alcune unità di esploratori cattolici, sul modello inglese.
Nel 1916 grazie all'opera del conte Mario di Carpegna nasce l'Associazione Scoutistica Italiana - Esploratori d’Italia (ASCI), in seguito ridenominata Associazione Scouts Cattolici Italiani. La nuova associazione ottiene l'approvazione pontificia. La RECI cessa di esistere e confluisce nell'ASCI. Quattro dei primi sei Riparti sono genovesi, e provengono dalle Gioiose.
Nel 1920 partecipa al primo Jamboree mondiale a Londra, portando con sé 15 esploratori genovesi.
Nel 1927 il regime fascista scioglie le associazioni scout presenti per far confluire tutti i ragazzi nei Balilla. Mario Mazza tenta una sorta di mediazione col regime, e per un breve periodo collabora con i Balilla, tentando inutilmente di mutarne lo spirito.

### Il Dopoguerra
Dopo l'arrivo delle truppe anglo-americane a Roma, si impegna per la rinascita dell'ASCI, insieme a Monsignor Didier Nobels e a Salvatore Salvatori.
Contemporaneamente, si dedica anche alla nascita in Italia dello "scautismo adulto", attraverso le Compagnie dei Cavalieri di San Giorgio, composte da soci adulti dell'ASCI.
Nel 1954 molte compagnie confluiscono nel Movimento Adulti Scout Cattolici Italiani (MASCI).

### Dopo la morte
Il MASCI ha intitolato a lui il Centro studi e documentazione scout Mario Mazza, sito in Genova. A lui è stata anche dedicata una piazza a Verona, nella zona dei Molini, con un monumento raffigurante la sua effigie.
Il 4 maggio 1974 l'ASCI e l'AGI, Associazione Guide Italiane fondata nel 1943, si riunirono nell’AGESCI, (Associazione Guide e Scouts Cattolici Italiani).